# Le Professeur foldingue
Série
La Famille foldingue
(2000)
Pour plus de détails, voir Fiche technique et Distribution.
Le Professeur foldingue (The Nutty Professor), ou Nigaud de professeur au Québec et au Nouveau-Brunswick, est un film américain réalisé par Tom Shadyac, sorti en 1996.

## Synopsis
Le professeur Sherman Klump, professeur timide, rencontre bien des problèmes avec son obésité. Lorsqu'il tombe amoureux de la belle Carla Purty, il décide de mettre au point une potion qui le transformera en homme mince et séducteur, Buddy Love.

## Fiche technique
Sauf indication contraire, les informations mentionnées dans cette section peuvent être confirmées par la base de données cinématographiques IMDb,  présente dans la section « Liens externes ».
- Titre original : The Nutty Professor
- Titre français : Le Professeur foldingue
- Titre québécois : Nigaud de professeur
- Réalisation : Tom Shadyac
- Scénario : Steve Oedekerk, Tom Shadyac, David Sheffield et Barry W. Blaustein, d'après le film Docteur Jerry et Mister Love de Jerry Lewis (1963)
- Musique : David Newman
- Direction artistique : Greg Papalia
- Décors : William A. Elliott et Kathryn Peters
- Costumes : Ha Nguyen
- Photographie : Julio Macat
- Son : Gregg Landaker, Steve Maslow
- Montage : Don Zimmerman
- Production : Brian Grazer et Russell Simmons

Production déléguée : Jerry Lewis, Karen Kehela Sherwood et Mark Lipsky
Coproduction : James D. Brubaker
- Société de production[1] : Universal Pictures[2], avec la participation de Imagine Entertainment (A Brian Grazer Production) (A Tom Shadyac Film).
- Société de distribution[1] : Universal Pictures (États-Unis), United International Pictures (UIP) (France)
- Budget : 54 millions de dollars[3]
- Pays d'origine :  États-Unis
- Langue originale : anglais
- Format[4] : couleur (DeLuxe) - 35 mm - 1,85:1 (Panavision) - son DTS | DTS-Stereo
- Genre : comédie, romance, science-fiction
- Durée : 95 minutes
- Dates de sortie[5] :
  - États-Unis : 28 juin 1996
  - France : 4 septembre 1996
- Classification[6] :
  -  États-Unis : PG-13 - Parents Strongly Cautioned  (Certaines scènes peuvent heurter les enfants de moins de 13 ans - Accord parental recommandé, film déconseillé aux moins de 13 ans) (Classé PG-13 pour l'humour grossier et les références sexuelles).
  -  France : Tous publics (visa d'exploitation no 90463 délivré le 25 juillet 1996)[7].

## Distribution
- Eddie Murphy (VF : Med Hondo) : Professeur Sherman Klump / Buddy Love / Lance Perkins / Cletus 'Papa' Klump / Anna Pearl 'Mama' Jensen Klump / Ida Mae 'Granny' Jensen / Ernie Klump, Sr.
- Jada Pinkett Smith (VF : Dominique Vallée) : Professeur Carla Purty
- James Coburn (VF : Jean-Paul Solal) : Harlan Hartley
- Larry Miller (VF : Jean-Luc Kayser) : Dean Richmond
- Dave Chappelle (VF : Thierry Wermuth) : Reggie Warrington
- John Ales (VF : Claude Rollet) : Jason
- Patricia Wilson : Grace, la secrétaire de Dean
- Jamal Mixon : Ernie "Hercules" Klump, Jr.
- Nichole McAuley : Couturière
- Hamilton von Watts : Inspecteur de l'hygiène
- Chao Li Chi : Asiatique
- Tony Carlin : Hôte
- Quinn Duffy : Barman
- Montell Jordan : Lui-même
- Doug Williams : Leader du groupe

## Accueil

### Accueil critique
Aux États-Unis, le long-métrage a reçu un accueil critique favorable :
- Sur Internet Movie Database, il obtient un score favorable de 5,6⁄10 sur la base de 108 021 critiques[12].
- Sur Metacritic, il obtient un avis favorable de la presse 62⁄100 sur la base de 20 critiques ainsi que des commentaires favorables du public 7,0⁄10 basés sur 66 évaluations[8].
- Sur l'agrégateur américain Rotten Tomatoes, le film bénéficie d'un taux d'approbation de 64 % basé sur 55 opinions (35 critiques positives et 20 négatives) et d'une note moyenne de 5,87⁄10. Le consensus critique du site Web se lit comme suit: "« Le professeur Nutty se rabat sur l'humour juvénile avec empressement et souvent, mais le travail toujours drôle d'Eddie Murphy dans des rôles doubles signifie plus pour le public à aimer. »"[9]

En France, les retours sont plutôt défavorables :
- Sur Allociné, il obtient une moyenne de 1,9⁄5 sur la base 167 critiques de la part des spectateurs[10].
- Sur SensCritique, il obtient une moyenne de 4,3⁄10 sur la base d’environ 8 400 retours du public dont 50 coups de cœur et 316 envies[13].
- Sur Télérama, la note des spectateurs est de 1,98⁄5 pour 474 critiques[11].

### Box-office
| Pays ou région            | Box-office                        | Date d'arrêt du box-office | Nombre de semaines |
| ------------------------- | --------------------------------- | -------------------------- | ------------------ |
| États-Unis (1er week-end) | 25 411 725 $                      | du 28 au 30 juin 1996      | -                  |
| États-Unis Canada         | 128 814 019 $                     | -                          | -                  |
| États-Unis                | 29 265 000 entrées (Approx.)      | -                          | -                  |
| France Paris              | 2 199 835 entrées 455 273 entrées | -                          | -                  |
| Total hors États-Unis     | 145 147 000 $                     | -                          | -                  |
| Total mondial             | 273 961 019 $                     | -                          | -                  |

## Distinctions
Entre 1996 et 2017, Le Professeur Foldingue a été sélectionné 23 fois dans diverses catégories et a remporté 10 récompenses,.

### Récompenses
| Année | Festivals de cinéma                                                  | Prix                                                                | Lauréat(es)                                                           |
| ----- | -------------------------------------------------------------------- | ------------------------------------------------------------------- | --------------------------------------------------------------------- |
| 1997  | Academy of Science Fiction, Fantasy and Horror Films - Saturn Awards | Saturn Award du meilleur acteur                                     | Eddie Murphy                                                          |
| 1997  | Academy of Science Fiction, Fantasy and Horror Films - Saturn Awards | Saturn Award du meilleur maquillage                                 | Rick Baker et David LeRoy Anderson                                    |
| 1997  | BAFTA Awards / Orange British Academy Film                           | BAFTA Film Award des meilleurs maquillages et coiffures             | Rick Baker et David LeRoy Anderson                                    |
| 1997  | Blockbuster Entertainment Awards                                     | Blockbuster Entertainment Award du meilleur acteur dans une comédie | Eddie Murphy                                                          |
| 1997  | BMI Film and TV Awards                                               | Prix BMI de la meilleure musique de film                            | David Newman                                                          |
| 1997  | National Society of Film Critics Awards                              | NSFC Award du meilleur acteur                                       | Eddie Murphy                                                          |
| 1997  | Online Film & Television Association                                 | OFTA Film Award des meilleurs maquillages et coiffures              | Rick Baker, David LeRoy Anderson, Beth Buckwalter Miller et Matt Rose |
| 1997  | Oscars / Academy Awards,                                             | Oscar des meilleurs maquillages                                     | Rick Baker et David LeRoy Anderson                                    |
| 1997  | People's Choice Awards                                               | People's Choice Award du film de comédie préférée                   | -                                                                     |
| 2017  | 20/20 Awards                                                         | Felix du meilleur maquillage                                        | -                                                                     |

### Nominations
| Année | Festivals de cinéma                                                  | Catégorie                                           | Nommé(es)    |
| ----- | -------------------------------------------------------------------- | --------------------------------------------------- | ------------ |
| 1996  | Festival du cinéma américain de Deauville                            | Premières - Hors compétition                        | Tom Shadyac  |
| 1996  | Los Angeles Film Critics Association Awards                          | Meilleur acteur                                     | Eddie Murphy |
| 1997  | Academy of Science Fiction, Fantasy and Horror Films - Saturn Awards | Meilleur film fantastique                           | -            |
| 1997  | American Comedy Awards                                               | Acteur le plus drôle dans un film (Rôle principal)  | Eddie Murphy |
| 1997  | American Music Awards                                                | Meilleure bande-son                                 | -            |
| 1997  | BAFTA Awards / Orange British Academy Film                           | Meilleurs effets visuels                            | Jon Farhat   |
| 1997  | Golden Globes,                                                       | Meilleur acteur dans un film musical ou une comédie | Eddie Murphy |
| 1997  | Kids' Choice Awards                                                  | Film préféré                                        | -            |
| 1997  | NAACP Image Awards                                                   | Meilleur acteur principale dans un film             | Eddie Murphy |
| 1997  | MTV Movie Awards                                                     | Meilleure performance masculine                     | Eddie Murphy |
| 1997  | MTV Movie Awards                                                     | Meilleure performance comique                       | Eddie Murphy |
| 1997  | Online Film & Television Association                                 | Meilleure comédie / acteur musical                  | Eddie Murphy |
| 1997  | Satellite Awards                                                     | Meilleur acteur dans un film musical ou une comédie | Eddie Murphy |

## Autour du film
- Le film est un remake de Docteur Jerry et Mister Love, un film de Jerry Lewis sorti en 1963. À l'instar de celui-ci, le film repose sur le type de récit dit Docteur Jekyll et M. Hyde (du roman de Robert Louis Stevenson).
- Dans la version française, Med Hondo assure les voix de tous les rôles tenus par Eddie Murphy. Pour bien distinguer les personnages, il leur donne une voix différente. Ainsi il prend :
  - Un ton grave pour Sherman Klump ;
  - Un ton plus âgé et plus caractériel pour Cletus Klump ;
  - Un ton plus aigu et plus « féminin » pour Anna Pearl Klump ;
  - Un ton à la fois médium et âgé pour Ida Mae Jensen ;
  - Pour Ernie Klump, le même ton que Cletus mais en plus jeune ;
  - Un ton aigu pour le prof de gym Lance Perkins ;
  - Enfin, pour Buddy Love, il prend le timbre habituel qu'il impose à Eddie Murphy dans la plupart de ses films.
- La scène de montée des escaliers durant l'entraînement de Sherman, est un clin d’œil à la saga Rocky.
- On peut relever des incohérences temporelles dans le film :
  - Lorsque Sherman se décide à reprendre la forme en faisant diverses activités sportives, il ne s'écoule que quelques jours avant son premier rendez-vous avec Carla. Or il est peu probable qu'une personne obèse retrouve une forme en si peu de temps.
  - Après avoir bu une première fois l'élixir d'amaigrissement, devenant ainsi Buddy Love, il enchaîne par la suite de nombreuses activités (shopping, séances de gymnastique, déjeuner au restaurant,...), ce qui suggère qu'une journée quasi entière s'écoule. Plus tard, Carla le rejoint au laboratoire de Sherman lorsque l'effet du produit se dissipe enfin. Pourtant dans d'autres scènes, Buddy doit reboire une dose en seulement quelques heures.
- L'interprète du comique de stand-up, Dave Chappelle, est lui-même humoriste dans cette catégorie.
- Le second rêve de Sherman est une parodie assumée de King Kong.
- Le film se termine par un bêtisier des scènes tournées, notamment celle des deux repas de famille.
- Une suite a été réalisée en 2000 par Peter Segal : La Famille foldingue (Nutty Professor II: The Klumps).
- La chanson Macho Man est utilisée.
- Contrairement au film original de Jerry Lewis, le professeur n'est pas amoureux de l'une de ses élèves, mais d'une de ses collègues.

## Editions en vidéo
- Le Professeur foldingue est sorti en DVD le 21 janvier 1998 et en VOD le 18 mars 2017[18].